# Ligne de Capdenac à Rodez
La ligne de Capdenac à Rodez est une ligne de chemin de fer, à voie unique non électrifiée, située dans le département français de l'Aveyron. Elle relie son chef-lieu, Rodez, à l'étoile de Capdenac, un nœud ferroviaire majeur de la région. Ce nœud permet notamment de relier Rodez à Paris via Brive-la-Gaillarde. La ligne a été mise en service dans un premier temps en 1858, entre Capdenac et Saint-Christophe, et, deux ans plus tard, elle était ouverte jusqu'à Rodez. Si le transport de passagers est devenu le flux majeur, la ligne a été avant tout construite pour desservir le pôle houiller et sidérurgique majeur qu'était Decazeville, avec le trafic de marchandises que cela pouvait impliquer.
Elle constitue la ligne no 701 000 du réseau ferré national.

## Histoire

### Création
La ligne de Capdenac à Decazeville et Marcillac, embranchement d'un itinéraire de Montauban au Lot, est concédée par décret impérial le 21 avril 1853 à Messieurs le comte de Morny, J. Masterman, le comte H. de Pourtalès-Gorgier, Matthiew Uzielli, Calvet-Rogniat, Samuel Laing, le marquis de Latour-Maubourg et Hutchinson. Le 30 mars 1853 est constituée la Compagnie du chemin de fer Grand-Central de France. Cette compagnie est autorisée par un décret impérial du 30 juillet 1853 qui autorise aussi sa substitution aux concessionnaires initiaux de la ligne.
Les 2 février et 6 avril 1855 est signée une convention entre le ministre des Travaux publics et les administrateurs de la Compagnie du chemin de fer Grand-Central de France. Elle concède à titre définitif à la compagnie le prolongement « de Marcillac sur Rodez. Cette convention est approuvée par décret impérial le 7 avril 1855.
À la suite de la déconfiture financière de la Compagnie du chemin de fer Grand-Central de France, son démantèlement est organisé en 1857 au profit de la Compagnie du chemin de fer de Paris à Orléans et de la constitution de la Compagnie des chemins de fer de Paris à Lyon et à la Méditerranée. La Compagnie du chemin de fer de Paris à Orléans récupère notamment la concession de la ligne de Capdenac à Rodez, dont les travaux de construction sont en cours d'achèvement, par la convention signée le 11 avril 1857 avec le ministre des Travaux publics. Cette convention est approuvée par décret le 19 juin 1857.

### Mise en service
Avant l'ouverture officielle, la compagnie ouvre dès 1857, à une exploitation limitée uniquement aux marchandises, les 19 km, du Lot à Aussibal, pour permettre l'acheminement, jusqu'au point de chargement des bateaux, du fer, de la fonte et autres matériaux nécessaires à la construction du réseau.
L'ouverture officielle de la ligne s'effectue en deux étapes : le 30 août 1858, les 35 km de Capdenac à Saint-Christophe, avec les gares intermédiaires de Saint-Martin-de-Bouillac, Penchot, Viviez origine de l'embranchement vers Decazeville, Aubin et Cransac,  ; et le 5 novembre 1860, les 29 km de Saint-Christophe à Rodez, avec les gares intermédiaires de Marcillac, Nuces et Salles-la-Source.
En 1875, est ajoutée la gare d'Auzits-Aussibal située au lieu-dit Aussibal.

### Renouvellement des voies 2010
En janvier 2010, Réseau ferré de France annonce que le chantier de renouvellement des voies de la ligne de Capdenac à Rodez, compris dans le programme de « l'étoile de Capdenac », est revenu au groupe VINCI, via l'Européenne de Travaux Ferroviaires filiale d'Eurovia travaux ferroviaires (ETF). Le chantier, financé : pour 1/3 par la région Midi-Pyrénées, 1/3 l'État et 1/3 RFF, est prévu pour être réalisé en 2010, de mars à novembre

## Infrastructure

### Ligne
La ligne a son origine en gare de Capdenac au pk 243,245 à 178 m d'altitude. Elle longe d'abord la rive gauche du Lot dont elle remonte la vallée. Elle traverse le passage à niveau PN87, ancien point d'arrêt de Vernet puis passe l'ancienne gare de Saint-Martin-de-Bouillac. Après la gare de Penchot, elle oblique vers le sud, abandonnant la vallée du Lot pour celle du Riou Mort, et atteint la gare de Viviez - Decazeville. La vallée de l'Enne lui permet de rejoindre les gares d'Aubin et de Cransac. Après la gare de Saint-Christophe, elle entame alors la montée vers Rodez grâce à une série de lacets qui l'emmène au point le plus haut de la ligne (579 mètres au pk 34,201). Elle redescend enfin en direction du sud pour atteindre la gare de Rodez,,.
La ligne a un profil moyen : les déclivités atteignent 16 mm par mètre.

### Gares et haltes
La ligne possède 4 gares ou haltes intermédiaires (dans le sens Capdenac → Rodez) : Viviez-Decazeville, Aubin, Cransac et Saint-Christophe-Vallon. 3 autres ont existé par le temps : Saint-Martin-de-Bouillac (entre Capdenac et Viviez-Decazeville), Auzits-Aussibal (entre Cransac et Saint-Christophe-Vallon) et Nuces (entre Saint-Christophe-Vallon et Rodez). Des croisements sont possibles à Viviez-Decazeville, Saint-Christophe-Vallon et Nuces.

### Ouvrages d'art
La ligne comprend notamment neuf tunnels qui représentent 2 986 m.

## Exploitation
En temps normal, on a quatre trains du lundi au vendredi et trois trains le week-end. Ils mettent une heure à aller de Rodez à Capdenac. Ces trains continuent au-delà de Capdenac jusqu'à Brive-la-Gaillarde.